# 中国地质科学院地质研究所
中国地质科学院地质研究所是中华人民共和国的地质科学研究机构，是中国地质调查局直属事业单位。